# Disco de oro (álbum)
Disco de oro es el tercer álbum de estudio de la banda  mexicana Little Jesus. Se lanzó al público el 24 de mayo de 2019 en formato físico y digital en México. Se compone de once canciones originales, del cual se extrajeron cuatro sencillos; «Los años maravillosos», «Fuera de lugar», «Disco de oro» y «Gracias por nada».También se trató del primer álbum grabado bajo el nombre de una compañía discográfica comercial con Sony Music México, distribuido a través de la misma.
Como en sus álbumes anteriores Santiago Casillas y Mateo Lewis fungieron como productores discográficos. Fue escrito en su mayoría por el vocalista, no obstante artistas como Girl Ultra participaron en las letras de «Fuera de lugar» y Nicolás Losada, Juliana Ronderos y Arturo Vázquez en «Volver al futuro».

## Antecedentes
El álbum presenta una variedad de géneros, lo que permitió explorar estilos como el rock y el pop, entre otros. La mayor parte de la producción fue realizada por ellos mismo, a excepción de una canción, lo que les dio un control más completo sobre su sonido. Esta libertad creativa resultó en un trabajo más genuino y personal. Santiago Casillas, el vocalista, comentó que la canción que da nombre al álbum tiene como objetivo transmitir que siempre se puede revivir momentos significativos, sin importar cómo se perciba el paso del tiempo. La banda también se dedicó a trabajar intensamente en la grabación, incluso llevando a cabo un retiro en Acapulco para concentrarse en el proceso.

## Recepción
En el sitio web Rate Your Music recibió una puntuación de 2.88 sobre 5 estrellas.

## Lista de canciones
| N.º   | Título                            | Escritor(es)                           | Duración |  |
| 1.    | «Los años maravillosos»           | Santiago Casillas                      | 4:23     |  |
| 2.    | «Fuera de lugar (con Girl Ultra)» | Santiago Casillas · Girl Ultra         | 3:16     |  |
| 3.    | «Los Ángeles, California»         | Santiago Casillas                      | 4:45     |  |
| 4.    | «Un plan espectacular»            | Santiago Casillas                      | 3:25     |  |
| 5.    | «Volver al futuro»                | Santiago · Losada · Ronderos · Vázquez | 4:36     |  |
| 6.    | «Duro de matar»                   | Santiago Casillas                      | 3:24     |  |
| 7.    | «Disco de oro»                    | Santiago Casillas                      | 4:21     |  |
| 8.    | «Ahí te ves»                      | Santiago Casillas                      | 3:00     |  |
| 9.    | «Cine permanencia voluntaria»     | Santiago Casillas                      | 1:34     |  |
| 10.   | «Gracias por nada»                | Santiago Casillas                      | 4:26     |  |
| 11.   | «En otro planeta»                 | Santiago Casillas                      | 3:20     |  |
| 40:30 |                                   |                                        |          |  |

## Historial de lanzamiento
| País   | Fecha              | Formato(s)            | Sello             | Ref.  |
| ------ | ------------------ | --------------------- | ----------------- | ----- |
| México | 24 de mayo de 2019 | CD + Descarga digital | Sony Music México | [ 4 ] |